# 199
199 (CXCIX na numeração romana) foi um ano comum do século II do Calendário Juliano, da Era de Cristo, teve início a uma segunda-feira  e terminou também a uma segunda-feira, a sua letra dominical foi G (52 semanas).
| Ano completo                         |
| ------------------------------------ |
| Ano comum com início à segunda-feira |

## Eventos
- Eleito o Papa Zeferino, 15º papa, que sucedeu ao Papa Vítor I.

## Mortes
- Papa Vítor I, 14º papa.